# Faryab (provins)
Faryab (persiska: فارياب) är en av Afghanistans 34 provinser. Den ligger i den norra delen av landet. Dess huvudort är Meymaneh. Provinsen har 858 600 invånare (år 2006) och en yta på 20 293 km².
Faryab gränsar till provinserna Jowzjan och Sar-e Pol i öster, Ghor i söder, Badghis i sydväst och med Turkmenistan  i nordväst.

## Administrativ indelning
Provinsen är indelad i 14 distrikt.
- Almar
- Andkhoy
- Bulchiragh
- Dawlat Abad
- Gurziwan
- Khan-e Char Bagh
- Khwaja Sabz Posh Wali
- Kohistan
- Meymaneh
- Pashtun Kot
- Qaram Qul
- Qaysar
- Qurghan
- Shirin Tagab